# Estação de Príncipe Pío
Príncipe Pío é uma estação da Linha 6, Linha 10 e Ramal do Metro de Madrid e também una estação ferroviária do Cercanías Madrid.
A estação Príncipe Pío é um terminal de transportes da cidade de Madri onde convergem várias linhas de metrô, ônibus suburbanos e urbanos e interurbanos, localizada entre a Glorieta de San Vicente, a Cuesta de San Vicente, o Paseo de la Florida e o Paseo del Rey, no distrito de Moncloa-Aravaca.

## História
A estação que atende a Linha Ramal foi inaugurada em 27 de dezembro de 1925. Em 10 de maio de 1995 foi interligada a Linha 6 e em 26 de dezembro de 1996 a Linha 10. 